# Erebia tripuncta
Erebia tripuncta är en fjärilsart som beskrevs av Hoffmann 1914. Erebia tripuncta ingår i släktet Erebia och familjen praktfjärilar. Inga underarter finns listade i Catalogue of Life.